# Saudiarabiska förstaligan för damer
Saudiarabiska förstaligan för damer (arabiska: الدوري السعودي الممتاز للسيدات) är fotbollsserie arrangerad av Saudiarabiens fotbollsförbund. Ligan har funnit i olika former sedan 2020. I den första upplagan spelade lag från samma stad (Riyadh, Jidda och Dammam) först mot varandra, följt av spel mellan de bäst lagen som gjorde upp om mästerskapet. Sedan 2022 består ligan av 8 lag från hela landet som möts i seriespel.

## Resultat per upplaga
| Upplaga   | Podium      | Podium      | Podium       |
| Upplaga   | Guld        | Silver      | Brons        |
| --------- | ----------- | ----------- | ------------ |
| 2022–2023 | Al Nassr FC | Al-Hilal FC | Al-Shabab FC |
| 2023–2024 |             |             |              |

## Medaljliga
| Pos. | Lag          | Guld | Silver | Brons |
| ---- | ------------ | ---- | ------ | ----- |
| 1    | Al Nassr FC  | 1    | -      | -     |
| 2    | Al-Hilal FC  | -    | 1      | -     |
| 3    | Al-Shabab FC | -    | -      | 1     |